# Kieran Morris
Kieran Morris (14 de junio de 1990) es un deportista irlandés. Juega Hurling con su club local Moycarkey-Borris y con el Tipperary sénior inter-county desde 2014.

## Carrera
Morris estuvo nombrado en el equipo del Tipperary para la Liga de Hurling nacional de 2016 e hizo su debut de liga el 20 de marzo contra Cork, empezando en la banda izquierda.

## Honores
Tipperary
- Campeonato de Hurling Munster sub-21  (1): 2010
- Campeonato de Hurling nacional sub-21 (1): 2010
- Campeonato de Hurling intermediario nacional (1): 2012
- Campeonato intermediario de Hurling Munster (1): 2012
- Waterford Crystal Cup (1): 2014